# Горушка (Ядровська волость)
Горушка (рос. Горушка) — присілок в Псковському районі Псковської області Російської Федерації.
Населення становить 168 осіб. Входить до складу муніципального утворення Ядровська волость.

## Історія
Від 2015 року входить до складу муніципального утворення Ядровська волость.

## Населення
| 2001 | 2002 | 2010 | 2016 |
| ---- | ---- | ---- | ---- |
| 161  | ↘153 | ↘148 | ↗168 |